# Żerkówek
Żerkówek est une localité polonaise de la gmina de Brzeg Dolny, située dans le powiat de Wołów en voïvodie de Basse-Silésie.